# Paul Hódosy-Strobl
Paul Hódosy-Strobl, eigentlich Paul Strobl, ungarisiert Hódosy Pál (* 27. Juli 1895 in Lajoskomárom (Ungarn); † 13. November 1976 in Oakland (USA)) war ein ungarischer Polizei-General und späterer Geheimdienstagent des amerikanischen Counter Intelligence Corps und der Organisation Gehlen.

## Leben
Paul Strobl war Sohn des deutschstämmigen Pál Strobl und seiner Frau Erzsébet, geborene Hofbauer. Nach Besuch des Gymnasiums trat er 1914 in die Ludovika-Militärakademie in Budapest ein. Von August 1915 bis Juni 1921 war Strobl aktiver Offizier der Königlich ungarischen Landwehr, mit der er am Ersten Weltkrieg teilnahm. Während der 1919 bestehenden Ungarischen Räterepublik war er zu einer Kampfgruppe der ungarischen Polizei abgestellt.
1921 wechselte Paul Strobl zur ungarischen Gendarmerie. Seine Offizierskarriere verlief zunächst schleppend. Bereits seit August 1915 Leutnant (ungarisch Hadnagy), wurde er erst nach Kriegsende 1920 Oberleutnant (Főhadnagy), 1925 Hauptmann (Százados) und im November 1936 als Leiter der Gendarmerie-Fahndungsstelle endlich Major (Őrnagy). Bereits 1919 hatte Strobl neben seiner Offizierstätigkeit ein Jurastudium an der Universität Budapest begonnen, das 9 Jahre dauerte. Obwohl er das Studium vollständig absolvierte, beendete er es 1928 ohne Abschluss mit dem sogenannten Absolutorium. Ferner betrieb Strobl seit 1932 als Großgrundbesitzer kommerziellen Obstanbau.
1936 hatte Strobl seinen Namen ungarisierte und nannte sich danach Hódosy. Im Mai 1940 wurde er Oberstleutnant (Alezredes), im November 1942 Oberst (Ezredes). Anfang 1944 schied er aus dem Gendarmeriedienst aus. Die Gründe sind nicht überliefert. In den nächsten Monaten kümmerte er sich um seinen landwirtschaftlichen Betrieb. Nach der Besetzung Ungarns durch die deutsche Wehrmacht im März 1944 wurde der den faschistischen Pfeilkreuzlern  nahe stehende Hódosy mit der Reorganisation der ungarischen Staatspolizei beauftragt. Nach dem von deutschen SS-Einheiten initiierten Pfeilkreuzler-Putsch im Oktober 1944 wurde er unter der Regierung Szálasi als Generalmajor (Vezérőrnagy) Inspekteur der Staatspolizei. In dieser Funktion war er in die von Pfeilkreuzlern und ungarischer Polizei begangenen Massaker an den ungarischen Juden verwickelt, die Hódosy befürwortete: „Das Problem ist nicht, dass Juden ermordet werden. Das einzig Problematische ist die Methode. Die Leichen muss man verschwinden lassen und nicht auf die Straßen legen.“
Pál Hódosy floh mit den sich zurückziehenden deutschen Truppen aus Ungarn und geriet Anfang Mai 1945 in Bayern in amerikanische Kriegsgefangenschaft. 1947 wurde er in einem Gefangenenlager vom amerikanischen Counter Intelligence Corps (CIC) als Agent rekrutiert. Ab Januar 1948 war Paul Hódosy-Strobl, wie er sich jetzt nannte, Geheimdienstmitarbeiter der Organisation Gehlen (OG), die zunächst noch direkt dem CIC unterstand. In der OG-Generalvertretung L leitete er als Sonderverbindung Csárdás ein Spionagenetz gegen Ungarn. Aufgrund mangelnder Ergebnisse wurde die Zusammenarbeit 1951 beendet.
Bereits 1950 versuchte Paul Hódosy-Strobl in die USA einzuwandern. James H. Critchfield, CIA-Verbindungsmann zur Organisation Gehlen, bewertete Hódosy-Strobls Vergangenheit aber als „fragwürdig und irgendwie abscheulich“. Die US-Behörden kamen daher zu dem Ergebnis, dass eine Einwanderung nicht in Frage käme. Stattdessen immigrierte Hódosy-Strobl mit Frau und einer seiner Töchter nach Brasilien, wo er auch die brasilianische Staatsbürgerschaft erhielt. Von seinem neuen Wohnort São Paulo aus betrieb Hódosy-Strobl weiter seine Einwanderung in die USA, die schließlich 1963 genehmigt wurde. Er ließ sich in Kalifornien nieder, wo er bis zum Alter von 74 als Gärtner und Hausangestellter arbeitete. Im November 1969 ging Hódosy-Strobl in den Ruhestand, 1970 erhielt er schließlich doch die amerikanische Staatsbürgerschaft.